# Spanking

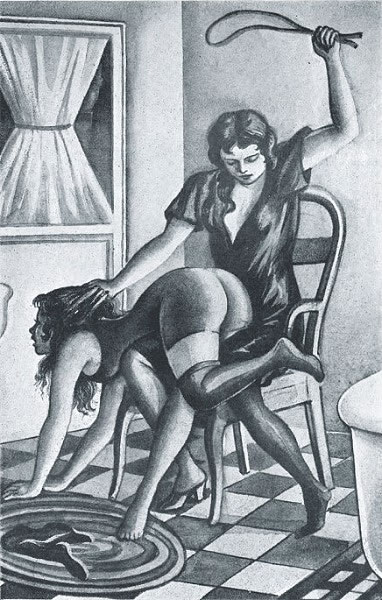
Ilustração de um ato de spanking, datada de 1914.

O spanking é um ato de castigo corporal associado ao BDSM que busca a excitação sexual ou gratificação das pessoas envolvidas. Esta atividade varia de uma palmada espontânea nas nádegas durante um ato sexual à interpretações ocasionais de fantasias sexuais ou até mesmo fetiches específicos, como o ageplay ou punições corporais disciplinares e pode envolver o uso de uma variedade de instrumentos, como as mãos e uma palmatória.
O spanking é um subgênero do impact play dentro do BDSM e é comumente combinado com outras formas de preliminares sexuais. O tipo mais comum desta atividade é realizadas nas nádegas nuas.
Diversas culturas descrevem a dor como um afrodisíaco. Por exemplo, o Kama Sutra, em particular, entra em detalhes específicos sobre como golpear adequadamente um parceiro durante o sexo.

## História e literatura
Rotineiras atividades de castigos corporais sofridas por mulheres de seus maridos ainda existe em algumas partes do mundo, e ainda ocorre em casos isolados em países ocidentais. No entanto, atualmente o castigo corporal num adulto tende a ser restrita em atos eróticos ou qualquer outro contexto relacionado ao BDSM.
Uma das primeiras representações da flagelação erótica é encontrada numa necrópole etrusca datada do Século VI a.C., o local foi chamado de "Tumba das Chicotadas" (Tomb of the Whipping) por conta de suas representações.
Representações de palmadas e flagelação eróticas compõem uma grande parte da pornografia vitoriana, por exemplo 1000 Nudes by Koetzle. Centenas de milhares de gravuras, fotografias e representações literárias de fantasias de spanking e flagelação circularam durante a era vitoriana, incluindo novelas eróticas como The Whippingham Papers, The Birchen Bouquet, Exhibition of Female Flagellants ou a ópera cômica pornográfica Lady Bumtickler's Revels.' Desde suas mortes, descobriu-se que muitas pessoas bem conhecidas gostaram de palmadas para propósitos eróticos ou gratificação emocional, incluindo o notável oficial do exército britânico T. E. Lawrence ("Lawrence da Arábia"), o influente crítico de teatro britânico Kenneth Tynan, e o escritor John Mortimer, além do apresentador televisivo Frank Bough.
Demais exemplos incluem o poeta e romancista Algernon Charles Swinburne, como implícito repetidamente em sua poesia, e o filósofo Jean-Jacques Rousseau, como detalhado em sua autobiografia Confessions:

[…] Senhorita Lambercier […] exerceu a autoridade de uma mãe, mesmo para nos infligir […] a punição de crianças […] Quem acreditaria que essa disciplina infantil, recebida aos oito anos de idade, das mãos de uma mulher de trinta anos, deveria influenciar minhas propensões, meus desejos, minhas paixões, pelo resto de minha vida […] Cair aos pés de uma amante imperiosa, obedecer a seus mandamentos ou implorar perdão, eram para mim os prazeres mais requintados, e quanto mais meu sangue estava inflamado pelos esforços de uma imaginação viva, mais eu adquiria a aparência de um amante chorão."

## Prática

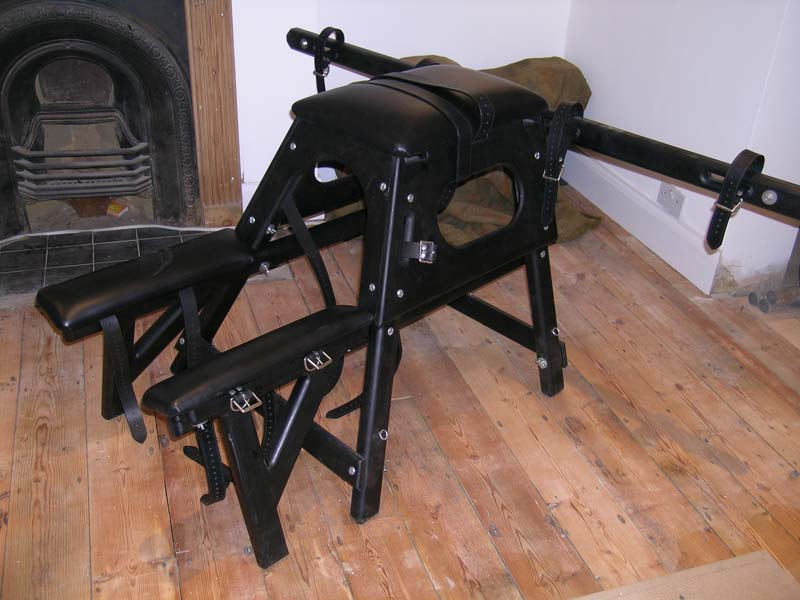
Um banco de spanking.

### Implementação
Uma palmada pode ser realizada com o uso de uma mão nua ou com luvas, ou com qualquer um de uma variedade de implementos, incluindo um remo, escova de cabelo, régua, espanador ou cinto.

### Aparelho
Um banco de spanking ou spanking horse é uma peça de mobiliário usada para posicionar a pessoa que irá receber o spanking. Esses equipamentos podem ou não conter acessórios que restrigem o movimento do praticante, como algemas. No século XIX, a dominatrix britânica Theresa Berkley ficou famosa ao inventar o Berkley Horse, uma forma similar desse aparelho BDSM.

## Leituras posteriores
- Koetzle, Michael. 1000 Nudes: A History of Erotic Photography from 1839-1939. Taschen, 2005.
- Lady Green, The Compleat Spanker. Greenery Press, 2000. ISBN 1-890159-00-X.
- Marcus, Steven. The Other Victorians. Basic Books, 1966.
- Rousseau, Jean-Jacques. The Confessions of Jean-Jacques Rousseau. Londres: Penguin Books, 1953.
- Swinburne, Charles Algernon. The Works of Charles Algernon Swinburne. Hertfordshire: Wordsworth Editions, 1995.